# Cantatejaargang
Een cantatejaargang of cantate-jaarcyclus bestaat uit een groep van bij elkaar horende cantates geschreven voor de kerkdiensten van één kerkelijk jaar.

## De 5 cantatejaargangen vanJohann Sebastian Bach
Bachs werk kent vijf cantatejaargangen, gerangschikt naar de  nog te achterhalen ontstaans- en/of uitvoeringsdata. Zie ook de cantatekalender van Bach.
- Eerste cantatejaargang (uitvoeringsschema 1723-24)
- Tweede cantatejaargang (uitvoeringsschema 1724-25)
- Derde cantatejaargang (uitvoeringsschema 1725-1726-begin 1727)
- Vierde cantatejaargang, genoemd de Picander-jaargang (uitvoering van 1727 tot 1729)
- Vijfde cantatejaargang (van 1730 tot 1737)

De eerste drie jaargangen zijn in betrekkelijk volledige staat overgeleverd, terwijl van de vierde en vijfde vrijwel geen spoor is teruggevonden. Anders gezegd: vermoedelijk 40% van Bachs cantateproductie is verloren gegaan. Daarbij vertoont de  tweede cantatejaargang de grootste samenhang.
Bij het componeren van zijn cantates stelde Bach zich twee doelen:
- de eerste paar jaar van zijn verblijf te Leipzig een repertoire scheppen waarop hij later kon  verder bouwen
- per jaargang de mogelijkheden van het genre zo ver als mogelijk te exploreren om hier ook grensverleggend te kunnen zijn

### Eerste cantatejaargang (1723-24)
Bachs eerste jaargang omvat door tijdnood voor een groot deel be- en herwerkte reeds vroeger gecomponeerde cantaten uit de Weimar en Köthen-tijd. Na zijn aanstelling te Leipzig in april 1723 startte Bach vanaf 30 mei met zijn wekelijkse cantate-uitvoeringen. Het componeren van de Kerstkring van 1723-24 werd zijn eerste grote uitdaging.
Enkele terugkerende constanten in deze eerste jaargang: 
- grootschalige openingskoren waarbij koor en orkest volledig geïntegreerd door de instrumentale inleiding,  naadloos overgaan in het koordeel; deze openingskoren zijn complex van structuur en bezitten een grote retorische kracht
- expressieve vierstemmige slotkoralen
- aanwending van nieuwe instrumenten: oboe d'amore, jachthobo (oboe da caccia) en de dwarsfluit (flauto traverso)
- hogere uitvoeringseisen aan alle vocalisten en instrumentalisten
- het gehele uitvoeringsapparaat wordt volledig ingezet voor een expressieve, gelaagde muzikale tekstuitbeelding en plastische woordschildering

### Tweede cantatejaargang (1724-25)
Voor deze tweede jaargang kon Bach zich langer voorbereiden en zou hij streven naar een grotere literaire en muzikale samenhang. In Leipzig werd ook voor zijn tweede jaar aldaar voor elke zondag en de feestdagen een cantate van hem verwacht. Daardoor kon hij vanaf de eerste zondag na Trinitatis, 11 juni 1724 (BWV 60) tot en met Pasen 1725 (BWV4) een gehele jaarcyclus componeren, waarvan elke cantate gebaseerd was op een koraal passend bij de tijd van het kerkelijk jaar. Het werd zijn productiefste cantatejaar.
De opzet was duidelijk: de eerste en laatste verzen van het koraal dienden voor de openings- en slotdelen van de cantate, de andere verzen werden omgewerkt en aangepast aan  de vrije poëzie van de recitatieven en aria's.
Wie de auteur van deze teksten was, is onbekend. Lang werd de naam van een emeritus conrector van de Thomasschool, Andreas Stübel naar voren geschoven, omdat zijn overlijden op 31 januari 1725 samenviel met het abrupte einde van de koraalcantates in het voorjaar met de cantate Wie schön leuchtet der Morgenstern,' BWV 1. Bach wendde zich daarna tot de jonge Leipzigse dichteres Christiane Mariane von Ziegler om de jaargang te voltooien. Ze leverde, voor zover bekend, negen cantates: BWV 68, 74, 87, 103, 108, 128, 175, 176 en 183.
Ondanks de vele compromissen en de verwikkelingen bij het vinden van geschikte teksten had Bach met zijn eerste twee jaargangen een nieuwe standaard gevestigd.

### Derde cantatejaargang (1725-26 en begin 1727)
Deze derde jaargang vlotte niet zo goed en nam ongeveer twee jaar in beslag. In 1726 voerde Bach 18 cantates uit van zijn neef Johann Ludwig Bach. Dit uitvoeren van andermans werk gaf Bach de ademruimte om zijn allergrootste werk namelijk de Matthäus-Passion voor te bereiden. Deze derde cyclus was zoals de eerste niet als een samenhangend geheel bedacht. Dit lag aan de aanlevering van teksten door diverse dichters en herbruiken van vroegere teksten, onder meer van Georg Christian Lehms, Salomo Franck en Erdmann Neumeister.
Deze jaargang bevat veel solocantates en dialoogcantates met obligate orgelpartijen, in samenwerking met de oudste zoon Wilhelm Friedemann Bach. Daarbij vallen de uitgebreide instrumentale sinfonia's op, deels geïnspireerd op materiaal van vroegere concerten.

### Vierde cantatejaargang (1727-1729)
Deze jaargang, ook Picander-jaargang genoemd moet op restanten na als verloren beschouwd worden. Deze cantates zijn gebaseerd op teksten van Bachs favoriete tekstdichter Christian Friedrich Henrici, alias Picander.

### Vijfde cantatejaargang (1730-1737)
Deze laatste jaargang is dermate onvolledig overgeleverd dat zij zich onmogelijk laat reconstrueren. Vermoedelijk had deze cyclus minder samenhang dan de tweede en de vierde. Volgens Christoph Wolff is het mogelijk dat de vijfde jaargang schuilgaat in de eerste, die Bach opgezet had als een dubbele cyclus. De cantates van deze laatste cyclus vullen ook lacunes van voorgaande jaargangen op.